# Пиндос
Пиндос е жаргонен израз от руския и украинския езици. Със сленга „пиндоси“ в края на XVIII век, с началото на "гръцкия проект", останалите жители на Новорусия започнали да обозначават местните гърци по черноморското крайбрежие (имигранти от Османската империя). Понеже тези православни "гърци" били предимно планинци и скотовъдци, с лоши маниери, т.е. груби и невъзпитани, то по планинската земя Пинд тези преселници били презрително наричани "пиндоси". 
Постепенно през XX век сленгът загубил първоначалното си означение, и с този израз с ясно отчетлива негативна конотация започнали да се означават най-различни социо- и етно-групи, вкл. изразът бил заместващ на "янки". 